# Awraham Szarir
Awraham Szarir (hebr.: אברהם שריר, ang.: Avraham Sharir, ur. 23 grudnia 1932 w Tel Awiwie, zm. 24 marca 2017 tamże – izraelski prawnik i polityk, w latach 1981–1988 minister turystyki, w latach 1986–1988 minister sprawiedliwości, w latach 1977–1992 poseł do Knesetu z listy Likudu.

## Życiorys
Urodził się 23 grudnia 1932 w Tel Awiwie, w ówczesnym Brytyjskim Mandacie Palestyny.
W stolicy Izraela ukończył liceum, a następnie studia prawnicze na Uniwersytecie Telawiwskim. W latach 1954–1964 był sekretarzem partii Ogólnych Syjonistów w Knesecie, następnie w latach 1964–1967 kierował Departamentem Gospodarczym Agencji Żydowskiej w Stanach Zjednoczonych. Od 1967 do 1970 kierował biurem organizacji pracodawców w Izraelu, następnie ponownie wyjechał do USA, gdzie był konsulem gospodarczym najpierw w Atlancie (1970–1972), a następnie na amerykańskim Zachodzie (1972–1974). Po powrocie do Izraela w latach 1974–1977 był sekretarzem generalnym Partii Liberalnej.
W wyborach parlamentarnych w 1977 po raz pierwszy dostał się do izraelskiego parlamentu, już z listy zjednoczonego Likudu. W dziewiątym Knesecie pełnił funkcję przewodniczącego klubu parlamentarnego partii. W wyborach w 1981 uzyskał reelekcję, a 11 listopada, po rezygnacji Gidona Patta dołączył do II rządu Menachema Begina obejmując stanowiska ministra turystyki. Pozostał na tym stanowisku w pierwszym rządzie Icchaka Szamira. W wyborach w 1984 po raz trzeci zdobył mandat poselski, a w rządzie jedności narodowej premiera Szimona Peresa ponownie został ministrem turystyki. Od 30 lipca, po wcześniejszej rezygnacji Jicchaka Moda’ia pełnił także obowiązki ministra sprawiedliwości. Na obu stanowiskach pozostał również, gdy zgodnie z umową koalicyjną, 20 października 1986 nowy rząd utworzył Icchak Szamir. Skutecznie kandydował w wyborach w 1988, jednak nie wszedł już w skład trzeciego rządu Szamira. 15 marca 1990 Szarir, Josef Goldberg, Pinchas Goldstein, Pesach Grupper i Jicchak Moda’i opuścili Likud tworząc nowe ugrupowanie Partię na rzecz Idei Syjonistycznej, wkrótce jednak Goldstein i Szarir wrócili do Likudu, pozostała trójka przekształciła dotychczasowe ugrupowanie w Nową Partię Liberalną.
W wyborach w 1992 utracił miejsce w parlamencie.
Zmarł 24 marca 2017 w wieku 84 lat w Tel Awiwie.